# Lista de primeiros-ministros da Grécia

Brasão da Grécia.

Insígnia do primeiro.ministro da Grécia.

Esta lista de primeiros-ministros da Grécia mostra-os em ordem cronológica desde a fundação do Estado grego até a atualidade. Inicialmente o cargo recebia nomes diferentes, aplicando tanto ao mesmo cargo quanto a cargos semelhantes.
| Administração Temporária da Grécia                                                                            | Administração Temporária da Grécia         | Administração Temporária da Grécia            | Administração Temporária da Grécia               | Administração Temporária da Grécia                                                                                                   | Administração Temporária da Grécia |
| Presidente do Executivo / Presidente do Conselho Administrativo da Grécia                                     | Retrato                                    | nasc. - morte                                 | Duração                                          | Partido | Notas |
| --- | ------------------------------------------ | --------------------------------------------- | ------------------------------------------------ | --- | --- |
| Aléxandros Mavrokordátos                                                                                      |                                            | 1791-1865                                     | 13 de janeiro de 1822 – 10 de maio de 1823       | | |
| Pétros Mavromichális                                                                                          |                                            | 1765-1848                                     | 1823                                             | | |
| Geórgios Kunturiótis                                                                                          |                                            | 1782-1858                                     | 1823 – 1826                                      | | |
| Andréas Zaímis                                                                                                |                                            | 1791-1840                                     | 1826 – 1827                                      | | Presidente do Conselho Administrativo da Grécia |
| Estado Grego                                                                                                  |                                            |                                               |                                                  | | |
| Ioánnis Kapodístrias                                                                                          |                                            | 1776-1831                                     | 1827 – 9 de outubro de 1831                      | | Com o título de Κυβερνήτη ("Governador"), era tanto chefe de Estado quanto de governo, e presidente do conselho de ministros |
| Augustinos Kapodistrias                                                                                       |                                            | 1778-1857                                     | 9 de outubro de 1831 – 6 de fevereiro de 1833    | | Comitê tripartidário. Assumiu o cargo temporário de Governador, entre o assassinato de Capodístria e a ascensão de Oto. |
| Theódoros Kolokotrónis                                                                                        |                                            | 1770-1843                                     | 9 de outubro de 1831 – 6 de fevereiro de 1833    | | Comitê tripartidário. Assumiu o cargo temporário de Governador, entre o assassinato de Capodístria e a ascensão de Oto. |
| Ioánnis Koléttis                                                                                              |                                            | 1773 ou 1774 - 31 de agosto de 1847           | 9 de outubro de 1831 – 6 de fevereiro de 1833    | | Comitê tripartidário. Assumiu o cargo temporário de Governador, entre o assassinato de Capodístria e a ascensão de Oto. |
| Reino da Grécia - Monarquia absolutista - Estado oficialmente independente                                    |                                            |                                               |                                                  | | |
| Presidente do Conselho de Ministros                                                                           | retrato                                    | nasc. - morte                                 | Duração                                          | Partido | Notas |
| Spirídon Trikúpis                                                                                             |                                            | 1788-1873                                     | 25 de janeiro de 1833 – 3 de abril de 1833       | | |
| Spirídon Trikúpis                                                                                             |                                            | 1788-1873                                     | 3 de abril de 1833 – 12 de outubro de 1833       | | |
| Aléxandros Mavrokordátos                                                                                      |                                            | 1791-1865                                     | 12 de outubro de 1833 – 31 de maio de 1834       | | |
| Ioánnis Koléttis                                                                                              |                                            | 1774-1847                                     | 12 de junho de 1834 – 20 de maio de 1835         | Partido Francês | |
| Primeiro-secretário de Estado                                                                                 | retrato                                    | nasc. - morte                                 | Duração                                          | Partido | Notas |
| Josef Ludwig von Armansperg                                                                                   |                                            | 1787-1853                                     | 20 de maio de 1835 – 2 de fevereiro de 1837      | | |
| Ignaz von Rundhart                                                                                            |                                            | 1790-1838                                     | 2 de fevereiro de 1837 – 8 de dezembro de 1837   | | |
| Rei Oto I da Grécia                                                                                           |                                            | 1815-1867                                     | 8 de dezembro de 1837 – 10 de fevereiro de 1841  | | |
| Aléxandros Mavrokordátos                                                                                      |                                            | 1791-1865                                     | 10 de fevereiro de 1841 – 10 de agosto de 1841   | | |
| Rei Oto, Antónios Kriezís                                                                                     |                                            | 1815-1867                                     | 10 de agosto de 1841 – 3 de setembro de 1843     | | |
| Reino da Grécia - Monarquia constitucional                                                                    |                                            |                                               |                                                  | | |
| Primeiro-ministro                                                                                             | retrato                                    | nasc. - morte                                 | Duração                                          | Partido | Notas |
| Andréas Metaxás                                                                                               |                                            | 1790-1860                                     | 3 de setembro de 1843 – 16 de fevereiro de 1844  | | Primeiro primeiro-ministro constitucional |
| Konstantínos Kanáris                                                                                          |                                            | 1790-1877                                     | 16 de fevereiro de 1844 – 30 de março de 1844    | | |
| Aléxandros Mavrokordátos                                                                                      |                                            | 1791-1865                                     | 30 de março de 1844 – 6 de agosto de 1844        | | |
| Ioánnis Koléttis                                                                                              |                                            | 1774-1847                                     | 6 de agosto de 1844 – 5 de setembro de 1847      | | |
| Kítsos Tzavélas                                                                                               |                                            | 1801-1855                                     | 5 de setembro de 1847 – 8 de março de 1848       | | |
| Geórgios Kunturiótis                                                                                          |                                            | 1782-1858                                     | 8 de março de1848 – 15 de outubro de 1848        | | |
| Konstantínos Kanáris                                                                                          |                                            | 1790-1877                                     | 15 de outubro de 1848 – 12 de dezembro de 1849   | | |
| Antónios Kriezís                                                                                              |                                            | 1796-1865                                     | 12 de dezembro de 1849 – 16 de maio de 1854      | | |
| Konstantínos Kanáris                                                                                          |                                            | 1790-1877                                     | 16 de maio de 1854 – 17 de julho de 1854         | | |
| Aléxandros Mavrokordátos                                                                                      |                                            | 1791-1865                                     | 17 de julho de 1854 – 22 de setembro de 1855     | | |
| Dimítrios Vúlgaris                                                                                            |                                            | 1802-1878                                     | 22 de setembro de 1855 – 13 de novembro de 1857  | | |
| Athanásios Miaúlis                                                                                            |                                            | 1815-1867                                     | 13 de novembro de 1857 – 26 de maio de 1862      | | |
| Gennéos Kolokotrónis                                                                                          |                                            | 1803-1868                                     | 26 de maio de 1862 – 11 de outubro de 1862       | | |
| Dimítrios Vúlgaris                                                                                            |                                            | 1802-1878                                     | 11 de outubro de 1862 – 9 de fevereiro de 1863   | | Governo provisório (revolucionário), Assembleia Nacional |
| Aristídis Morainítis                                                                                          |                                            | 1806-1875                                     | 9 de fevereiro de 1863 – 13 de fevereiro de 1863 | | Assumiu a liderança da Assembleia Nacional e do Poder Executivo por ser o vice-presidente em exercício |
| Zinóvios Válvis                                                                                               |                                            | 1800-1886                                     | 13 de fevereiro de 1863 – 27 de março de 1863    | | Novo "governo temporário" sob a liderança de Válvi |
| Diomídis Kiriákos                                                                                             |                                            | 1811-1869                                     | 27 de março de 1863 – 29 de abril de 1863        | | |
| Benizélos Rúfos                                                                                               |                                            | 1795-1868                                     | 29 de abril de 1863 – 25 de outubro de 1863      | | No intervalo de 19 a 21 de junho o Poder Executivo esteve novamente a cargo da Aasembleia Nacional, sob a liderança de Diomídis Kyriakós |
| Dimítrios Vúlgaris                                                                                            |                                            | 1802-1878                                     | 25 de outubro de 1863 – 5 de março de 1864       | | |
| Konstantínos Kanáris                                                                                          |                                            | 1790-1877                                     | 5 de março de 1864 – 16 de abril de 1864         | | |
| Zinóvios Válvis                                                                                               |                                            | 1800-1886                                     | 16 de abril de 1864 – 26 de julho de 1864        | | |
| Konstantínos Kanáris                                                                                          |                                            | 1790-1877                                     | 26 de julho de 1864 – 9 de fevereiro de 1865     | | Nova constituição: sistema de governo monárquico constitucional |
| Benizélos Rúfos                                                                                               |                                            | 1795-1868                                     | 9 de fevereiro de 1865 – 2 de março de 1865      | | |
| Aléxandros Kumundúros                                                                                         |                                            | 1817-1883                                     | 2 de março de 1865 – 20 de outubro de 1865       | | |
| Epaminóndas Deligiórgis                                                                                       |                                            | 1829-1889                                     | 20 de outubro de 1865 – 3 de novembro de 1865    | | |
| Dimítrios Vúlgaris                                                                                            |                                            | 1802-1878                                     | 3 de novembro de 1865 – 6 de novembro de 1865    | | |
| Aléxandros Kumundúros                                                                                         |                                            | 1817-1883                                     | 6 de novembro de 1865 – 13 de novembro de 1865   | | |
| Epaminóndas Deligiórgis                                                                                       |                                            | 1829-1889                                     | 13 de novembro de 1865 – 28 de novembro de 1865  | | |
| Benizélos Rúfos                                                                                               |                                            | 1795-1868                                     | 28 de novembro de 1865 – 9 de junho de 1866      | | |
| Dimítrios Vúlgaris                                                                                            |                                            | 1802-1878                                     | 9 de junho de 1866 – 18 de dezembro de 1866      | | |
| Aléxandros Kumundúros                                                                                         |                                            | 1817-1883                                     | 18 de dezembro de 1866 – 20 de dezembro de 1867  | | |
| Aristídis Morainítis                                                                                          |                                            | 1806-1875                                     | 20 de dezembro de 1867 – 25 de janeiro de 1868   | | |
| Dimítrios Vúlgaris                                                                                            |                                            | 1802-1878                                     | 25 de janeiro de 1868 – 25 de janeiro de 1869    | | |
| Thrasívulos Zaímis                                                                                            |                                            | 1829-1880                                     | 25 de janeiro de 1869 – 9 de julho de 1870       | | |
| Epaminóndas Deligiórgis                                                                                       |                                            | 1829-1889                                     | 9 de julho de 1870 – 3 de dezembro de 1870       | | |
| Aléxandros Kumundúros                                                                                         |                                            | 1817-1883                                     | 3 de dezembro de 1870 – 28 de outubro de 1871    | | |
| Thrasívulos Zaímis                                                                                            |                                            | 1829-1880                                     | 28 de outubro de 1871 – 25 de dezembro de 1871   | | |
| Dimítrios Vúlgaris                                                                                            |                                            | 1802-1878                                     | 25 de dezembro de 1871 – 8 de julho de 1872      | | |
| Epaminóndas Deligiórgis                                                                                       |                                            | 1829-1889                                     | 8 de julho de 1872 – 9 de fevereiro de 1874      | | |
| Dimítrios Vúlgaris                                                                                            |                                            | 1802-1878                                     | 9 de fevereiro de 1874 – 27 de abril de 1875     | | |
| Charílaos Trikúpis                                                                                            |                                            | 1832-1896                                     | 27 de abril de 1875 – 15 de outubro de 1875      | | Princípio dedilomeni |
| Aléxandros Kumundúros                                                                                         |                                            | 1817-1883                                     | 15 de outubro de 1875 – 26 de novembro de 1876   | | |
| Epaminóndas Deligiórgis                                                                                       |                                            | 1829-1889                                     | 26 de novembro de 1876 – 1 de dezembro de 1876   | | |
| Aléxandros Kumundúros                                                                                         |                                            | 1817-1883                                     | 1 de dezembro de 1876 – 26 de fevereiro de 1877  | | |
| Epaminóndas Deligiórgis                                                                                       |                                            | 1829-1889                                     | 26 de fevereiro de 1877 – 19 de maio de 1877     | | |
| Aléxandros Kumundúros                                                                                         |                                            | 1817-1883                                     | 19 de maio de 1877 – 26 de maio de 1877          | | |
| Konstantínos Kanáris                                                                                          |                                            | 1790-1877                                     | 26 de maio de 1877 – 2 de setembro de 1877       | | Governo ecumênico depois da morte de Kanári (14 de setembro de 1877); liderado alternadamente por diversos ministros. |
| Aléxandros Kumundúros                                                                                         |                                            | 1817-1883                                     | 11 de janeiro de 1878 – 21 de outubro de 1878    | | |
| Charílaos Trikúpis                                                                                            |                                            | 1832-1896                                     | 21 de outubro de 1878 – 26 de outubro de 1878    | | |
| Aléxandros Kumundúros                                                                                         |                                            | 1817-1883                                     | 26 de outubro de 1878 – 10 de março de 1880      | | |
| Charílaos Trikúpis                                                                                            |                                            | 1832-1896                                     | 10 de março de 1880 – 13 de outubro de 1880      | | |
| Aléxandros Kumundúros                                                                                         |                                            | 1817-1883                                     | 13 de outubro de 1880 – 3 de março de 1882       | | |
| Charílaos Trikúpis                                                                                            |                                            | 1832-1896                                     | 3 de março de 1882 – 19 de abril de 1885         | | |
| Theódoros Diligiánnis                                                                                         |                                            | 1820-1905                                     | 19 de abril de 1885 – 30 de abril de 1886        | | |
| Dimítrios Válvis                                                                                              |                                            | 1814-1886                                     | 30 de abril de 1886 – 9 de maio de 1886          | | |
| Charílaos Trikúpis                                                                                            |                                            | 1832-1896                                     | 9 de maio de 1886 – 24 de outubro de 1890        | | |
| Theódoros Diligiánnis                                                                                         |                                            | 1820-1905                                     | 24 de outubro de 1890 – 18 de fevereiro de 1892  | | |
| Konstantínos Kostantópulos                                                                                    |                                            | 1832-1910                                     | 18 de fevereiro de 1892 – 10 de junho de 1892    | | |
| Charílaos Trikúpis                                                                                            |                                            | 1832-1896                                     | 10 de junho de 1892 – 3 de maio de 1893          | | |
| Sotírios Sotirópulos                                                                                          |                                            | 1831-1898                                     | 3 de maio de 1893 – 30 de outubro de 1893        | | |
| Charílaos Trikúpis                                                                                            |                                            | 1832-1896                                     | 30 de outubro de 1893 – 12 de janeiro de 1895    | | |
| Nikólaos Deligiánnis                                                                                          |                                            | 1845-1910                                     | 12 de janeiro de 1895 – 31 de maio de 1895       | | |
| Theódoros Diligiánnis                                                                                         |                                            | 1820-1905                                     | 31 de maio de 1895 – 18 de abril de 1897         | | |
| Dimítrios Rállis                                                                                              |                                            | 1844-1921                                     | 18 de abril de 1897 – 21 de setembro de 1897     | | |
| Aléxandros Zaímis                                                                                             |                                            | 1855-1936                                     | 21 de setembro de 1897 – 2 de abril de 1899      | | |
| Geórgios Theotókis                                                                                            |                                            | 1844-1916                                     | 2 de abril de 1899 – 12 de novembro de 1901      | | |
| Aléxandros Zaímis                                                                                             |                                            | 1855-1936                                     | 12 de novembro de 1901 – 24 de novembro de 1902  | | |
| Theódoros Diligiánnis                                                                                         |                                            | 1820-1905                                     | 24 de novembro de 1902 – 14 de junho de 1903     | | |
| Geórgios Theotókis                                                                                            |                                            | 1844-1916                                     | 14 de junho de 1903 – 28 de junho de 1903        | | |
| Dimítrios Rállis                                                                                              |                                            | 1844-1921                                     | 28 de junho de 1903 – 6 de dezembro de 1903      | | |
| Geórgios Theotókis                                                                                            |                                            | 1844-1916                                     | 6 de dezembro de 1903 – 16 de dezembro de 1904   | | |
| Theódoros Diligiánnis                                                                                         |                                            | 1820-1905                                     | 16 de dezembro de 1904 – 31 de maio de 1905      | | |
| Dimítrios Rállis                                                                                              |                                            | 1844-1921                                     | 9 de junho de 1905 – 8 de dezembro de 1905       | | |
| Geórgios Theotókis                                                                                            |                                            | 1844-1916                                     | 8 de dezembro de 1905 – 7 de julho de 1909       | | |
| Dimítrios Rállis                                                                                              |                                            | 1844-1921                                     | 7 de julho de 1909 – 15 de agosto de 1909        | | |
| Kiriakúlis Mavromichális                                                                                      |                                            | 1849-1916                                     | 15 de agosto de 1909 – 18 de janeiro de 1910     | | |
| Stéfanos Dragúmis                                                                                             |                                            | 1842-1923                                     | 18 de janeiro de 1910 – 6 de outubro de 1910     | | |
| Elefthérios Venizélos                                                                                         |                                            | 1864-1936                                     | 6 de outubro de 1910 – 25 de fevereiro de 1915   | | |
| Dimítrios Gúnaris                                                                                             |                                            | 1866-1922                                     | 25 de fevereiro de 1915 – 10 de agosto de 1915   | | |
| Elefthérios Venizélos                                                                                         |                                            | 1864-1936                                     | 10 de agosto de 1915 – 24 de setembro de 1915    | | Com a ausência de Venizélos, enviado em missões diplomáticas em 1912, as funções de primeiro-ministro foram exercidas por L. Koromilas. Até 1911 o número de membros do Gabinete permaneceu o mesmo do período da regência bávara (1833).                                                                    |
| Aléxandros Zaímis                                                                                             |                                            | 1855-1936                                     | 24 de setembro de 1915 – 25 de outubro de 1915   | | |
| Stéfanos Skulúdis                                                                                             |                                            | 1836-1928                                     | 25 de outubro de 1915 – 9 de junho de 1916       | | |
| Aléxandros Zaímis                                                                                             |                                            | 1855-1936                                     | 9 de junho de 1916 – 3 de setembro de 1916       | | |
| Nikólaos Kalogerópulos                                                                                        |                                            | 1853-1927                                     | 3 de setembro de 1916 – 27 de setembro de 1916   | | |
| Elefthérios Venizélos                                                                                         |                                            | 1864-1936                                     | 19 de setembro de 1916 – 27 de junho de 1917     | | Presidente do Governo de Defesa Nacional, governo revolucionário que controlou o norte da Grécia e Creta, reconhecido pela Tríplice Entente em 19 de dezembro de 1916. |
| Spíridon Lámbros                                                                                              |                                            | 1851-1919                                     | 27 de setembro de 1916 – 21 de abril de 1917     | | Governo oficial em controle do sul da Grécia |
| Aléxandros Zaímis                                                                                             |                                            | 1855-1936                                     | 21 de abril de 1917 – 14 de junho de 1917        | | Governo oficial em controle do sul da Grécia |
| Elefthérios Venizélos                                                                                         |                                            | 1864-1936                                     | 14 de junho de 1917 – 4 de novembro de 1920      | | Controle de todo o território do país. Com a ausência de Venizélos, enviado em missões diplomáticas ao exterior, o primeiro-ministro em exercício passa a ser E. Répulis. |
| Dimítrios Rállis                                                                                              |                                            | 1844-1921                                     | 4 de novembro de 1920 – 24 de janeiro de 1921    | | |
| Nikólaos Kalogerópulos                                                                                        |                                            | 1853-1927                                     | 24 de janeiro de 1921 – 8 de abril de 1921       | | |
| Dimítrios Gúnaris                                                                                             |                                            | 1866-1922                                     | 26 de março de 1921 – 3 de maio de 1922          | | |
| Nikólaos Strátos                                                                                              |                                            | 1872-1922                                     | 3 de maio de 1922 – 9 de maio de 1922            | | |
| Pétros Protopapadákis                                                                                         |                                            | 1860-1922                                     | 9 de maio de 1922 – 28 de agosto de 1922         | | |
| Nikólaos Triantafillákos                                                                                      |                                            | 1855-1939                                     | 28 de agosto de 1922 – 16 de setembro de 1922    | | |
| Anastásios Charalámbis                                                                                        |                                            | 1862-1949                                     | 16 de setembro de 1922 – 17 de setembro de 1922  | | O comitê revolucionário indicou como primeiro-ministro A. Zaímis; como este estava no exterior, designou-se para ocupar temporariamente o cargo S. Krokidá. Como este, no entanto, se encontrava fora de Atenas, por apenas um dia o tenente-general A. Charalámbis]] foi indicado simultaneamente ao cargo. |
| Sotírios Krokidás                                                                                             |                                            | 1852-1924                                     | 17 de setembro de 1922 – 14 de novembro de 1922  | | Em 17/9 S. Krokidas retornou a Atenas, e foi imediatamente jurado no cargo.Markezínis, Epaminondas. Πολιτική Ιστορία της Συγχρόνου Ελλάδος ("História política da Grécia moderna", vol. 2 (1922-1924), p. 122, Atenas: 1973</ref>                                                                            |
| Stilianós Gonatás                                                                                             |                                            | 1876-1966                                     | 27 de novembro de 1922 – 11 de janeiro de 1924.  | | Em 10 de novembro de 1922 Krokidas renunciou por não concordar com a execução iminente de seis dos líderes da revolução, e S. Gonatás assumiu o cargo. |
| Elefthérios Venizélos                                                                                         |                                            | 1864-1936                                     | 11 de janeiro de 1924 – 6 de fevereiro de 1924   | | Em 2/1 ο general Nikoláos Plastíras anunciou sua aposentadoria diante da Assembleia Nacional; Gonatá também abandonou o governo, e, por 11 votos a um, Venizélos foi conduzido ao cargo. |
| Geórgios Kafantáris                                                                                           |                                            | 1873-1946                                     | 6 de fevereiro de 1924 – 12 de março de 1924     | | |
| Segunda República Helênica                                                                                    |                                            |                                               |                                                  | | |
| Primeiro-ministro                                                                                             | Retrato                                    | nasc. - morte                                 | Duração                                          | Partido | Notas |
| Aléxandros Papanastasíu                                                                                       |                                            | 1876-1936                                     | 12 de março de 1924 – 24 de julho de 1924        | | |
| Themistoklís Sofúlis                                                                                          |                                            | 1862-1949                                     | 24 de julho de 1924 – 7 de outubro de 1924       | | |
| Andréas Michalakópulos                                                                                        |                                            | 1876-1938                                     | 7 de outubro de 1924 – 26 de junho de 1925       | | |
| Theódoros Pagálos                                                                                             |                                            | 1878-1952                                     | 25 de junho de 1925 – 19 de julho de 1926        | | |
| Athanásios Eftaxías                                                                                           |                                            | 1849-1931                                     | 19 de julho de 1926 – 23 de agosto de 1926       | | |
| Geórgios Kondílis                                                                                             |                                            | 1879-1936                                     | 23 de agosto de 1926 – 4 de dezembro de 1926     | | Governo "revolucionário". |
| Aléxandros Zaímis                                                                                             |                                            | 1855-1936                                     | 4 de dezembro de 1926 – 4 de julho de 1928       | | |
| Elefthérios Venizélos                                                                                         |                                            | 1864-1936                                     | 4 de julho de 1928 – 26 de maio de 1932          | | |
| Aléxandros Papanastasíu                                                                                       |                                            | 1876-1936                                     | 26 de maio de 1932 – 5 de junho de 1932          | | |
| Elefthérios Venizélos                                                                                         |                                            | 1864-1936                                     | 5 de junho de 1932 – 3 de novembro de 1932       | | |
| Panagís Tsaldáris                                                                                             |                                            | 1868-1936                                     | 3 de novembro de 1932 – 16 de janeiro de 1933    | | |
| Elefthérios Venizélos                                                                                         |                                            | 1864-1936                                     | 16 de janeiro de 1933 – 6 de março de 1933       | | |
| Aléxandros Othonéos                                                                                           |                                            | 1879-1970                                     | 6 de março de 1933 – 10 de março de 1933         | | |
| Panagís Tsaldáris                                                                                             |                                            | 1868-1936                                     | 10 de março de 1933 – 10 de outubro de 1935      | | |
| Restauração da Monarquia                                                                                      |                                            |                                               |                                                  | | |
| Primeiro-ministro                                                                                             | Retrato                                    | nasc. - morte                                 | Duração                                          | Partido | Notas |
| Geórgios Kondílis                                                                                             |                                            | 1879-1936                                     | 10 de outubro de 1935 – 30 de novembro de 1935   | | |
| Konstantínos Demertzís                                                                                        |                                            | 1876-1936                                     | 30 de novembro de 1935 – 12 de abril de 1936     | | |
| Ioánnis Metaxás                                                                                               |                                            | 1871-1941                                     | 13 de abril de 1936 – 29 de janeiro de 1941      | | a partir de 4 de agosto de 1936 governo ditatorial |
| Aléxandros Korizís                                                                                            |                                            | 1885-1941                                     | 29 de janeiro de 1941 – 18 de abril de 1941      | | Continuação do estado iniciado a 4 de agosto |
| Ocupação alemã ( Segunda Guerra Mundial )                                                                     |                                            |                                               |                                                  | | |
| Governo no exílio, no Cairo                                                                                   | Governo no exílio, no Cairo                | Governo da ocupação, indicado pelos invasores | Governo da ocupação, indicado pelos invasores    | Comitê Político de Liberação Nacional: governo da Frente de Liberação Nacional na "Grécia Livre"                                     | Comitê Político de Liberação Nacional: governo da Frente de Liberação Nacional na "Grécia Livre" |
| Nome (nasc. - morte)                                                                                          | Duração                                    | Nome (nasc. - morte)                          | Duração                                          | Nome (nasc. - morte) | Duração |
| Emmanuíl Tsuderós (1882-1956)                                                                                 | 21 de abril de 1941 – 14 de abril de 1944  | Geórgios Tsolákoklu (1886-1948)               | 29 de abril de 1941 – 2 de dezembro de 1942      | | |
| Sofoklís Venizélos (1894-1964)                                                                                | 14 de abril de 1944 – 26 de abril de 1944  | Konstantínos Logothetópulos (1878-1961)       | 2 de dezembro de 1942 – 7 de abril de 1943       | Evripídis Bakirtzís (1895-1947) | 10 de março de 1944 – 18 de abril de 1944 |
| Geórgios Papandréu (1888-1968)                                                                                | 26 de abril de 1944 – 3 de janeiro de 1945 | Ioánnis Rállis (1878-1946)                    | 7 de abril de 1943 – 12 de outubro de 1944       | Aléxandros Svólos (1892-1952) | 18 de abril de 1944 – 2 de setembro de 1944 |
| Reino da Grécia (inclui um período do governo anterior, de Unidade Nacional, de 12 de outubro 1944 em diante) |                                            |                                               |                                                  | | |
| Nikólaos Plastíras                                                                                            |                                            | 1883-1953                                     | 3 de janeiro de 1945 – 8 de abril de 1945        | General aposentado, oriundo do partido de Ε. Venizélos                                                                               | Indicado pelo regente |
| Pétros Vúlgaris                                                                                               |                                            | 1884-1957                                     | 8 de abril de 1945 – 11 de agosto de 1945        | | Indicado pelo regente. |
| Pétros Vúlgaris                                                                                               |                                            | 1884-1957                                     | 11 de agosto de 1945 – 17 de outubro de 1945     | | Indicado pelo regente. |
| Arcebispo Damaskinós                                                                                          |                                            | 1891-1949                                     | 17 de outubro de 1945 – 1 de novembro de 1945    | | Foi arcebispo-regente. |
| Panagiótis Kanellópulos                                                                                       |                                            | 1902-1986                                     | 1 de novembro de 1945 – 22 de novembro de 1945   | | Indicado pelo regente Damaskinós |
| Themistoklís Sofúlis                                                                                          |                                            | 1862-1949                                     | 22 de novembro de 1945 – 4 de abril de 1946      | Partido Liberal | Indicado pelo regente. |
| Panagiótis Pulítsas                                                                                           |                                            | 1881-1968                                     | 4 de abril de 1946 – 18 de abril de 1946         | Suprema Corte | Governo provisório até a eleição de um líder pelo partido vencedor das eleições (Partido Popular). |
| Konstantínos Tsaldáris                                                                                        |                                            | 1884-1970                                     | 18 de abril de 1946 – 2 de outubro de 1946       | Partido Popular | Κυβέρνηση Κωνσταντίνου Τσαλδάρη 1946. Διορισθείσα από τον Αντιβασιλέα Δαμασκηνό. |
| Konstantínos Tsaldáris                                                                                        |                                            | 1884-1970                                     | 2 de outubro de 1946 – 24 de janeiro de 1947     | Partido Popular | Indicado pelo regente Damaskinós. |
| Dimítrios Máximos                                                                                             |                                            | 1873-1955                                     | 24 de janeiro de 1947 – 29 de agosto de 1947     | Partido Popular | |
| Konstantínos Tsaldáris                                                                                        |                                            | 1884-1970                                     | 29 de agosto de 1947 – 7 de setembro de 1947     | Partido Popular | |
| Themistoklís Sofúlis                                                                                          |                                            | 1862-1949                                     | 7 de setembro de 1947 – 18 de novembro de 1948   | Primeiro-ministro do Partido Liberal, e governo formado pela coalização de liberais, populares e partidos menores de centro-direita. | |
| Themistoklís Sofúlis                                                                                          |                                            | 1862-1949                                     | 18 de novembro de 1948 – 20 de janeiro de 1949   | Primeiro-ministro do Partido Liberal, e governo formado pela coalização de liberais, populares e partidos menores de centro-direita. | |
| Themistoklís Sofúlis                                                                                          |                                            | 1862-1949                                     | 20 de janeiro de 1949 – 14 de abril de 1949      | Primeiro-ministro do Partido Liberal, e governo formado pela coalização de liberais, populares e partidos menores de centro-direita. | |
| Themistoklís Sofúlis                                                                                          |                                            | 1862-1949                                     | 14 de abril de 1949 – 24 de junho de 1949        | Primeiro-ministro do Partido Liberal, e governo formado pela coalização de liberais, populares e partidos menores de centro-direita. | Durante o intervalo entre 24 e 30 de junho, depois da morte de Sofúlis, o vice-primeiro-ministro A. Diomídis ocupa o cargo. |
| Aléxandros Diomídis                                                                                           |                                            | 1875-1950                                     | 30 de junho de 1949 – 6 de janeiro de 1950       | Mesma coalização de governo formada por liberais, populares e outros partidos menores de centro-direita.                             | |
| Ioánnis Theotókis                                                                                             |                                            | 1880-1961                                     | 6 de janeiro de 1950 – 23 de março de 1950       | Presidente do Partido Popular | |
| Sofoklís Venizélos                                                                                            |                                            | 1894-1964                                     | 23 de março de 1950 – 15 de abril de 1950        | Partido Liberal | |
| Nikólaos Plastíras                                                                                            |                                            | 1883-1953                                     | 15 de abril de 1950 – 21 de agosto de 1950       | EPEK, coalização de centro | |
| Sofoklís Venizélos                                                                                            |                                            | 1894-1964                                     | 21 de agosto de 1950 – 13 de setembro de 1950    | Partido Liberal | |
| Sofoklís Venizélos                                                                                            |                                            | 1894-1964                                     | 13 de setembro de 1950 – 3 de novembro de 1950   | Partido Liberal, coalização de centro-direita                                                                                        | |
| Sofoklís Venizélos                                                                                            |                                            | 1894-1964                                     | 3 de novembro de 1950 – 27 de outubro de 1951    | Partido Liberal | |
| Nikólaos Plastíras                                                                                            |                                            | 1883-1953                                     | 27 de outubro de 1951 – 11 de outubro de 1952    | ΕPΕΚ, Partido Liberal | |
| Dimítrios Kiusópoulos                                                                                         |                                            | 1892-1977                                     | 11 de outubro de 1952 – 19 de novembro de 1952   | Suprema Corte | |
| Aléxandros Papágos                                                                                            |                                            | 1883-1955                                     | 19 de novembro de 1952 – 4 de outubro de 1955    | Comandante-em-chefe durante a Guerra Greco-Italiana e a Guerra Civil, marechal honorário                                             | |
| Konstantínos G. Karamanlís                                                                                    |                                            | 1907-1998                                     | 6 de outubro de 1955 – 29 de fevereiro de 1956   | Presidente do Partido Popular e do Chamado Grego, União Nacional Radical (ERE)                                                       | |
| Konstantínos G. Karamanlís                                                                                    |                                            | 1907-1998                                     | 29 de fevereiro de 1956 – 5 de março de 1958     | ERE | |
| Konstantínos Georgakópulos                                                                                    |                                            | 1890-1978                                     | 5 de março de 1958 – 17 de maio de 1958          | Presidente da Cruz Vermelha, ministro de Metaxás                                                                                     | |
| Konstantínos G. Karamanlís                                                                                    |                                            | 1907-1998                                     | 17 de maio de 1958 – 20 de setembro de 1961      | ΕRΕ | |
| Konstantínos Dóvas                                                                                            |                                            | 1898-1973                                     | 20 de setembro de 1961 – 4 de novembro de 1961   | Tenente, serviu na corte real | |
| Konstantínos G. Karamanlís                                                                                    |                                            | 1907-1998                                     | 4 de novembro de 1961 – 17 de junho de 1963      | ΕRΕ | |
| Panagiótis Pipinélis                                                                                          |                                            | 1899-1970                                     | 17 de junho de 1963 – 29 de setembro de 1963     | | |
| Stilianós Mavromichális                                                                                       |                                            | 1902-1981                                     | 29 de setembro de 1963 – 8 de novembro de 1963   | Suprema Corte | |
| Geórgios Papandréu                                                                                            |                                            | 1888-1968                                     | 8 de novembro de 1963 – 30 de dezembro de 1963   | União do Centro (EK) | |
| Ioánnis Paraskevópulos                                                                                        |                                            | 1900-1984                                     | 30 de dezembro de 1963 – 18 de fevereiro de 1964 | Governador-adjunto do Banco Nacional                                                                                                 | |
| Geórgios Papandréu                                                                                            |                                            | 1888-1968                                     | 18 de fevereiro de 1964 – 15 de julho de 1965    | ΕΚ | |
| Geórgios Athanasiádis-Nóvas                                                                                   |                                            | 1893-1987                                     | 15 de julho de 1965 – 20 de agosto de 1965       | Oriundo do EK, "independente" | |
| Ilías Tsirimókos                                                                                              |                                            | 1907-1968                                     | 20 de agosto de 1965 – 17 de setembro de 1965    | Oriundo do ΕΚ, "independente" | |
| Stéfanos Stefanópulos                                                                                         |                                            | 1898-1982                                     | 17 de setembro de 1965 – 22 de dezembro de 1966  | Προερχόμενος από την ΕΚ, "Αποστάτης"                                                                                                 | Κυβέρνηση Στέφανου Στεφανόπουλου 1965 |
| Ioánnis Paraskevópulos                                                                                        |                                            | 1900-1984                                     | 22 de dezembro de 1966 – 3 de abril de 1967      | Governador-adjunto do Banco Nacional                                                                                                 | |
| Panagiótis Kanellópulos                                                                                       |                                            | 1902-1986                                     | 3 de abril de 1967 – 21 de abril de 1967         | ΕRΕ | |
| Ditadura 1967-1974                                                                                            |                                            |                                               |                                                  | | |
| Primeiro-ministro                                                                                             | Retrato                                    | nasc. - morte                                 | Duração                                          | Partido | Notas |
| Konstantínos Kóllias                                                                                          |                                            | 1901-1998                                     | 21 de abril de 1967 – 13 de dezembro de 1967     | Procurador-geral da Suprema Corte | Governo ditatorial. |
| Geórgios Papadópulos                                                                                          |                                            | 1919-1999                                     | 13 de dezembro de 1967 – 8 de outubro de 1973    | Coronel | Governo ditatorial. |
| Spíros Markezínis                                                                                             |                                            | 1909-2000                                     | 8 de outubro de 1973 – 25 de novembro de 1973    | Oriundo do Partido Progressivo, pró-ditadura                                                                                         | Governo ditatorial. |
| Adamantíos Andrutsópulos                                                                                      |                                            | 1919-2000                                     | 25 de novembro de 1973 – 23 de julho de 1974     | | Governo ditatorial. O governo da junta entrou em colapso na manhã de 23 de julho por iniciativa do Presidente da República e dos chefes das forças armadas; após um encontro com políticos e outras figuras de relevo na vida pública, K. Karamanlís foi convidado para assumir o cargo.                     |
| Terceira República Helênica                                                                                   |                                            |                                               |                                                  | | |
| Primeiro-ministro                                                                                             | Retrato                                    | nasc. - morte                                 | Duração                                          | Partido | Notas |
| Konstantínos G. Karamanlís                                                                                    |                                            | 1907-1998                                     | 24 de julho de 1974 – 21 de novembro de 1974     | Governo formado por autoridades dos partidos pró-ditadura (ERE e EK), com alguns integrantes dos partidos de oposição                | |
| Konstantínos G. Karamanlís                                                                                    |                                            | 1907-1998                                     | 21 de novembro de 1974 – 28 de novembro de 1977  | Nova Democracia | |
| Konstantínos G. Karamanlís                                                                                    |                                            | 1907-1998                                     | 28 de novembro de 1977 – 10 de maio de 1980      | Nova Democracia | |
| Geórgios Rállis                                                                                               |                                            | 1918-2006                                     | 10 de maio de 1980 – 21 de outubro de 1981       | Nova Democracia | |
| Andréas Papandréu                                                                                             |                                            | 1919-1996                                     | 21 de outubro de 1981 – 5 de junho de 1985       | PASOK | |
| Andréas Papandréu                                                                                             |                                            | 1919-1996                                     | 5 de junho de 1985 – 2 de julho de 1989          | PASOK | |
| Tzanís Tzannetákis                                                                                            |                                            | 1927-                                         | 2 de julho de 1989 – 11 de outubro de 1989       | Nova Democracia, Synaspismós (coalização da esquerda radical)                                                                        | |
| Ioánnis Grívas                                                                                                |                                            | 1923-                                         | 11 de outubro de 1989 – 23 de novembro de 1989   | Presidente da Suprema Corte | |
| Xenofón Zolótas                                                                                               |                                            | 1904-2004                                     | 23 de novembro de 1989 – 11 de abril de 1990     | Acadêmico e economista de renome | |
| Konstantínos Mitsotákis                                                                                       |                                            | 1918-2017                                     | 11 de abril de 1990 – 13 de outubro de 1993      | Nova Democracia | |
| Andréas Papandréu                                                                                             |                                            | 1919-1996                                     | 13 de outubro de 1993 – 22 de janeiro de 1996    | PASOK | |
| Konstantínos Simítis                                                                                          |                                            | 1936-                                         | 22 de janeiro de 1996 – 25 de setembro de 1996   | PASOK | Eleito no chamado "Jogo Parlamentar" pelo Movimento Socialista Pan-helénico (PASOK), após a renúncia de A. Papandréu. |
| Konstantínos Simítis                                                                                          |                                            | 1936-                                         | 25 de setembro de 1996 – 13 de abril de 2000     | PASOK | |
| Konstantínos Simítis                                                                                          |                                            | 1936-                                         | 13 de abril de 2000 – 10 de agosto de 2004       | PASOK | |
| Konstantínos A. Karamanlís                                                                                    |                                            | 1956-                                         | 10 de agosto de 2004 – 17 de setembro de 2007    | Nova Democracia | |
| Konstantínos A. Karamanlís                                                                                    |                                            | 1956-                                         | 19 de setembro de 2007 - 6 de outubro de 2009    | Nova Democracia | |
| George Papandreou                                                                                             |                                            | 1952 -                                        | 6 de outubro de 2009 - 11 de novembro de 2011    | PASOK | |
| Lucas Papademos                                                                                               |                                            | 1947 -                                        | 11 de novembro de 2011 - 16 de maio de 2012      | Independente | |
| Panagiotis Pikrammenos                                                                                        |                                            | 1945 -                                        | 16 de maio de 2012 - 20 de junho de 2012         | Independente | |
| Antónis Samarás                                                                                               |                                            | 1951 -                                        | 20 de junho de 2012 - 26 de janeiro de 2015      | Nova Democracia | |
| Alexis Tsipras                                                                                                |                                            | 1974 -                                        | 26 de janeiro - 27 de agosto de 2015             | SYRIZA | |
| Vassiliki Thanou-Christophilou                                                                                |                                            | 1950 -                                        | 27 de agosto de 2015 - 21 de setembro de 2015    | Independente | |
| Alexis Tsipras                                                                                                |                                            | 1974 -                                        | 21 de setembro de 2015 - 8 de julho de 2019      | SYRIZA | |
| Kyriákos Mitsotákis                                                                                           |                                            | 1968 -                                        | 8 de julho de 2019 - 25 de maio de 2023          | Nova Democracia | |
| Ioannis Sarmas                                                                                                |                                            | 1957 -                                        | 25 de maio de 2023 - 26 de junho de 2023         | Independente | |
| Kyriákos Mitsotákis                                                                                           |                                            | 1968 -                                        | 26 de junho de 2023 - presente                   | Nova Democracia | |